# مگان ریتر
مگان ریتر (به انگلیسی: Megan Ryther) (زادهٔ ۳ ژوئیهٔ ۱۹۷۹) شناگر اهل ایالات متحده آمریکا است.